# Timesaver

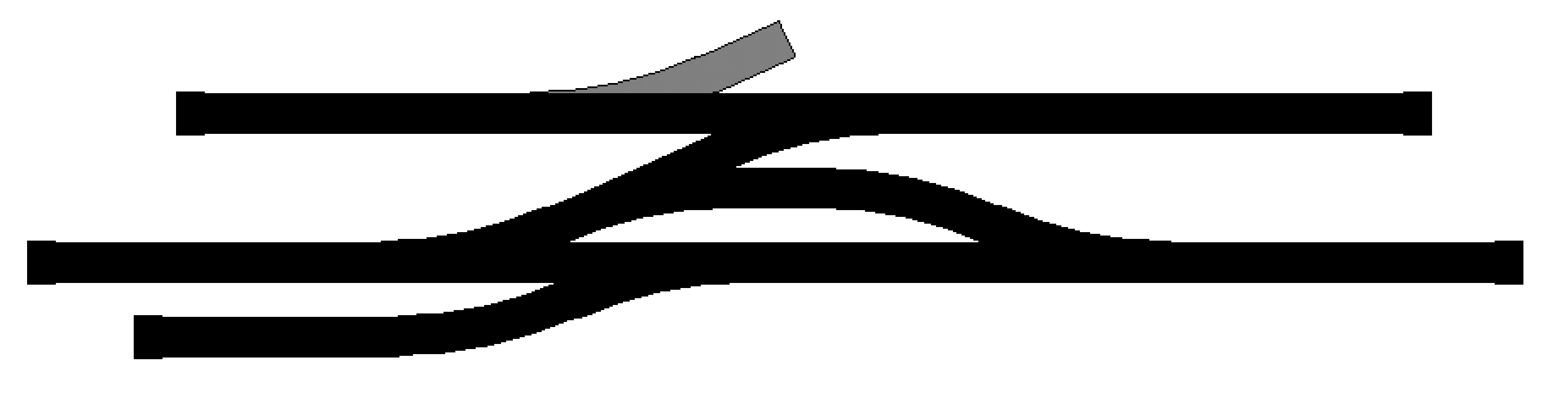
Gleisplan des klassischen Timesavers von John Allen (grau: optionales Gleis zur Verbindung zweier Timesaver)

Ein Timesaver ist ein Strategiespiel auf Basis einer einfachen Modelleisenbahnanlage.

## Geschichte
Der erste Timesaver wurde 1966 von John Whitby Allen entwickelt und gebaut. Die einfache Modelleisenbahnanlage stellte Allen in der amerikanischen Zeitschrift Model Railroader 1972 erstmals der Öffentlichkeit vor. Das ursprüngliche Layout wurde dem NMRA (National Model Railroad Association) Howell Day Museum in Chattanooga gespendet, eine Zwillingskopie ging an das in San Diego gelegene Model Railroad Museum. Diese „Shunting Puzzles“ (deutsch „Rangier-Rätsel“) wurden schon zu DOS-Zeiten auf dem PC implementiert und sind auch 2011 noch online spielbar.

## Spiel
Eine Lok und eine unterschiedliche Anzahl Waggons werden auf den Rangiergleisen platziert und müssen nun über die Abstellgleise und die Weichen auf eine vorher festgelegte Zielposition gebracht werden. Wird gegeneinander gespielt, kann der Sieger nach der geringsten Anzahl von Rangierbewegungen oder nach der benötigten Zeit ermittelt werden.